# أنتوني فيلانويفا
أنتوني فيلانويفا مواليد 18 مارس 1945 - الوفاة 13 مايو 2014 في لاغونا، كان ملاكم فلبيني بدأ مسيرته الاحترافية سنة 1965 حيث انتصر في نزاله الأول. سبق أن شارك في دورة الألعاب الأولمبية الصيفية سنة 1964 وحقق الميدالية الفضية في فيها.

## الميداليات
| الميدالية | المسابقة                       |
| --------- | ------------------------------ |
| فضية      | الألعاب الأولمبية الصيفية 1964 |

## روابط خارجية
- أنتوني فيلانويفا على موقع IMDb (الإنجليزية)
- أنتوني فيلانويفا على موقع بوكس ريك (الإنجليزية) (registration required)
- أنتوني فيلانويفا على موقع أوليمبيديا (الإنجليزية)